# Hacqueville
Hacqueville è un comune francese di 420 abitanti situato nel dipartimento dell'Eure nella regione della Normandia.

## Società

### Evoluzione demografica
Abitanti censiti